# Сантьяго-де-Куба
Сантья́го-де-Ку́ба (ісп. Santiago de Cuba, «Кубинське Сантьяго») — муніципалітет і місто на Кубі. Адміністративний центр Сантьяго-де-Кубинської провінції. Друге найбільше і найважливіше місто країни. Важливий стратегічний порт у Карибському морі. Розташоване на південному сході острова, за 870 км від столиці Гавани. Засноване 1515 року іспанським конкістадором Дієго Веласкесом де Куельяром. У 1522—1589 роках було центром іспанської колонії на Кубі. Неодноразово плюндрувалося французькими і британськими військами в XVI—XVIII століттях. Історичний центр міста є об'єктом Світової спадщини ЮНЕСКО. Населення — близько 431 тисяч осіб (2012). Батьківщина кубинського національного героя Франка Паїса.

## Географія
Сантьяго-де-Куба оточене високими горами, що в поєднанні з прекрасним морським узбережжям робить його дуже сприятливим для активних видів туризму. Природний парк Баконао оголошений ЮНЕСКО заповідником біосфери всесвітнього значення, а в національному парку Сьєрра-Маестра зосереджені найвищі гори країни.

## Історія
Одне із найдавніших міст Америки, заснованих європейськими колонізаторами. Дата заснування міста відноситься до 16 століття.

## Пам'ятки
У місті Сантьяго-де-Куба, столиці однойменної провінції і колишній столиці країни, заснованому ще в 1515 році, розташовується унікальна фортеця Кастильо Сан-Педро-де-ла-Рока (XVI—XVIII ст., внесена до списку культурної спадщини ЮНЕСКО), у якій розміщений єдиний у світі Музей історії піратства. Також у місті два театри, сім музеїв (серед яких такі відомі, як розташований у стародавній садибі Етнографічний музей «Ла-Ісабеліка», Музей природничої історії, Будинок-музей Веласкеса, Муніципальний Музей Бакарді й Історичний музей у відомій казармі Монкада), а також мальовничий Міський собор, консерваторія, університет, багато кінотеатрів, Мавзолей Хосе Марті на цвинтарі Сементеріо Санта-Іфіхенія й ін.

### Містечка
- Ель-Кобре

## Туризм
Але головне, чим Сантьяго-де-Куба славиться на всю країну, так це своїми Карнавалом і Святом вогню. Зазвичай вони проходять улітку, і вирізняються особливою яскравістю і музикальністю. Також гарний острівець Кайо-Гранма, на якому розташована базиліка Каридад-дель-Кобре (Пречистої Милосердної Діви з Кобрі, 1831 р.) — покровительки Куби.
Популярний курорт Гран-П'єдра розташований за 34 км від Сантьяго-де-Куба на висоті 1128 м біля підніжжя однойменної скелі, і славиться мальовничою природою і хорошим кліматом. Неподалік розкинулися плантації оригінальної квітницької ферми та обсерваторія Інституту метеорології Куби, а по навколишніх горах прокладено безліч трекінгових й екологічних стежок.

## Релігія
- Центр Сантьяго-де-Кубинської архідіоцезії Католицької церкви.

## Персоналії
- Лафарг Поль (1842—1911) — французький політичний діяч, марксист, зять Карла Маркса, чоловік Лаури Маркс
- Франк Паїс (1934—1957) — кубинський революціонер.